# Elbe-Express-Klasse
Die   1968 bis 1972 als Elbe-Express-Klasse gebaute Schiffsklasse war eine Baureihe von Motorschiffen   der Reederei Hapag-Lloyd. Mit diesen Containerschiffen der ersten Generation begann seinerzeit die Containerisierung des  gemeinsamen Nordatlantik-Liniendienstes der Reedereien Hamburg-Amerika-Linie und Norddeutscher Lloyd.

## Geschichte
Die Baureihe dieser Schiffsklasse bestand aus insgesamt sechs Einheiten zweier nahezu baugleicher Schiffstypen der  Werften Blohm + Voss  in Hamburg sowie Bremer Vulkan in Bremen, die zwischen 1968 und 1972 in Dienst gestellt wurden. Das erste Schiff der Klasse war die am 12. Juli 1968 abgelieferte Elbe Express. Bestellt wurden 1967 zunächst je zwei Schiffe von den noch nicht fusionierten Reedereien  Hamburg-Amerika-Linie und Norddeutscher Lloyd. Beginnend am 25. Oktober mit der Weser Express bedienten diese vier Schiffe ab 1968 den gemeinsamen  gegründeten Europa-Nordamerika-Dienst des zu diesem Zweck gegründeten Gemeinschaftsunternehmens Hapag-Lloyd-Containerlinie. Ebenfalls eine gemeinsame Gründung war die Deutscher Containerdienst GmbH & Co. KG (DCD), welche die Kontrolle der Container sowie die Regelung ihrer An- und Abtransporte übernahm. 

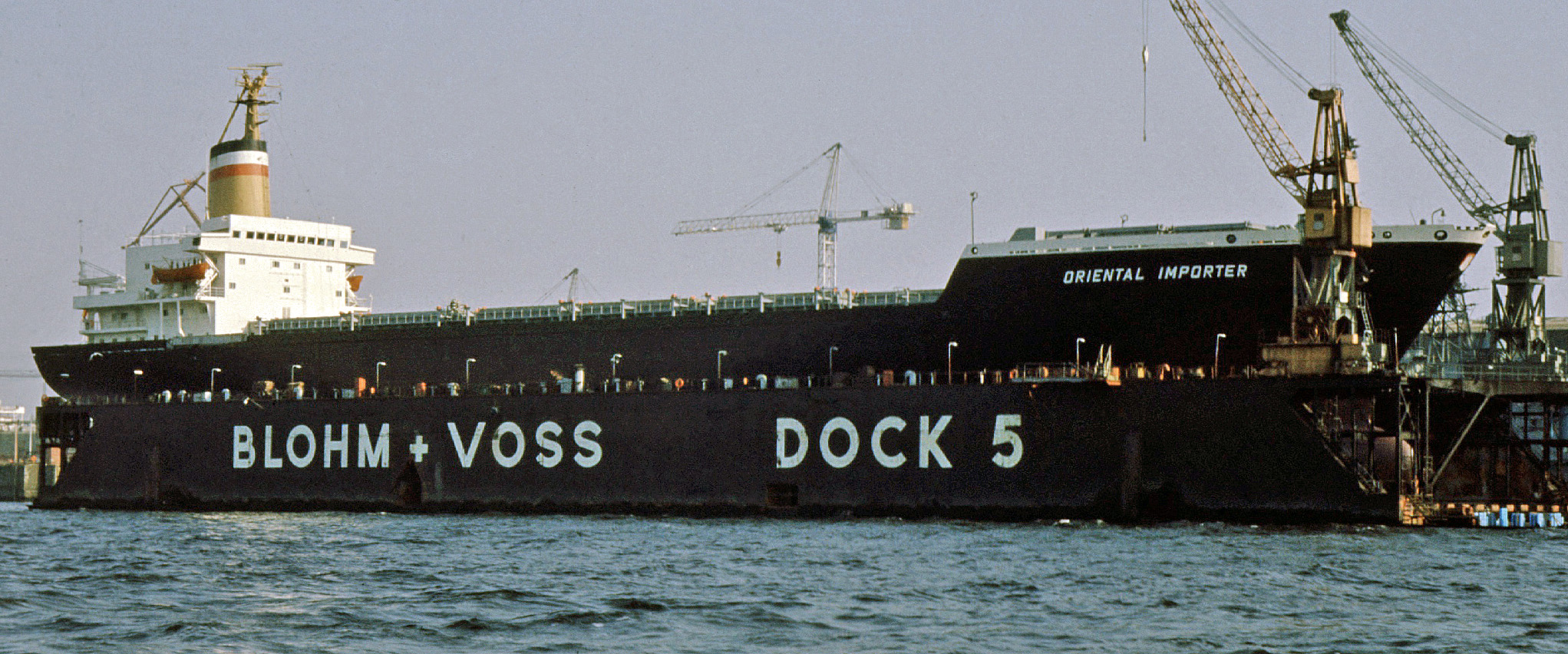
Main Express fuhr für drei Jahre als Oriental Importer

Zwei weitere typgleiche Schiffe wurden 1971/72 an die Hamburger Reederei C. F. Ahrenkiel abgeliefert, die beide Schiffe zur Ergänzung des Nordatlantik-Dienstes in eine Langzeitcharter an die Hapag-Lloyd-Containerlinie weitergab. Die vier Schiffe der Hapag-Lloyd-Containerlinie gingen bei der 1970 vollzogenen Fusion zwischen Hapag und Lloyd in deren eigenen Bestand über und wurden 1973 bei den Nordseewerken in Emden und der Lissaboner Lisnave-Werft verlängert, woraufhin ihre Kapazität auf rund 1.100 TEU stieg. Mitte der 1980er Jahre verkaufte Hapag-Lloyd seine vier Schiffe an die US-amerikanische Reederei Lykes Lines, welche sie bis in die zweite Hälfte der 1990er Jahre betrieb und schließlich zum Abbruch verkaufte. Die beiden Ahrenkiel-Schiffe wurden nicht verlängert und erst im Jahre 2005 verschrottet.

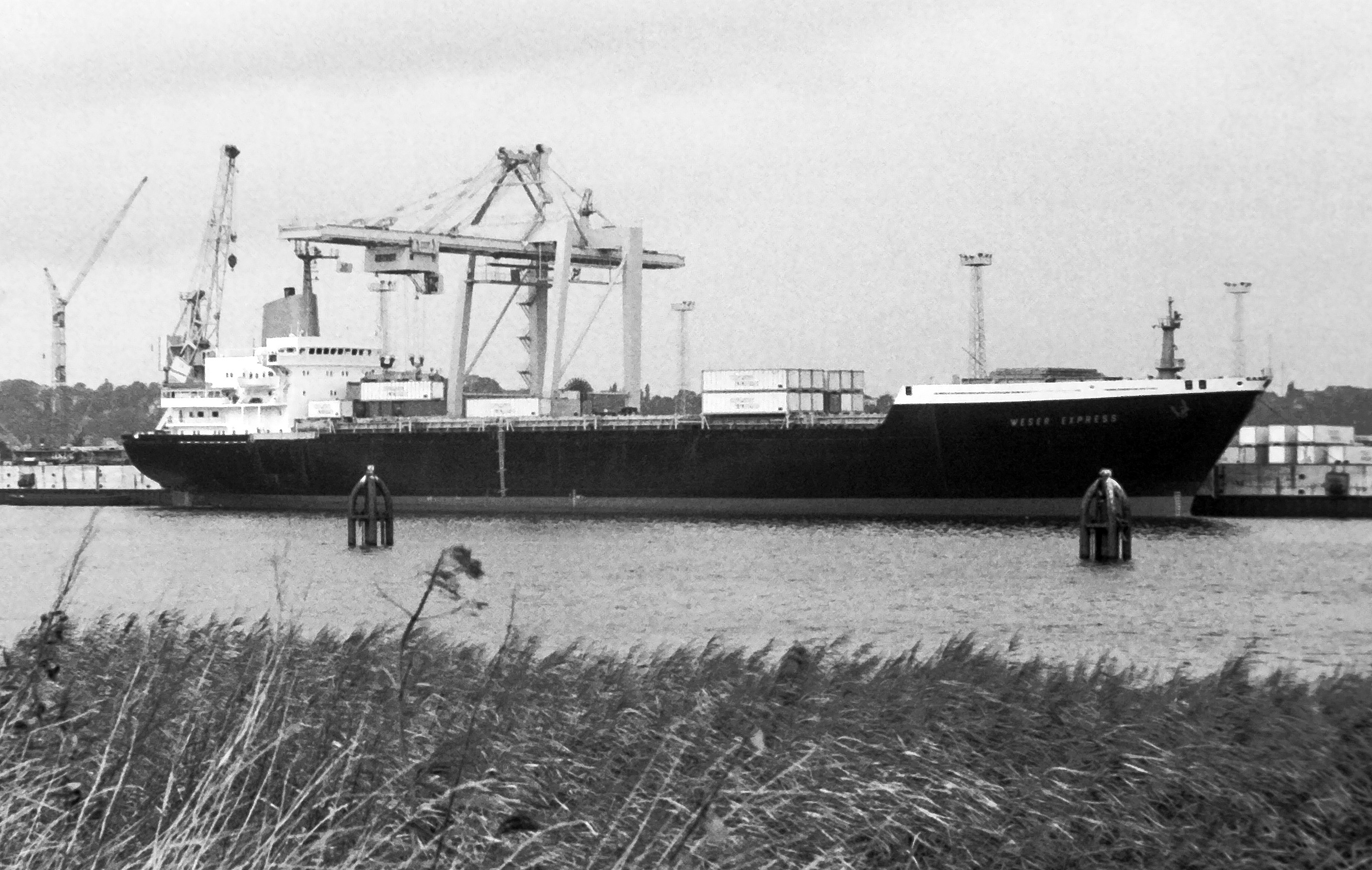
Weser Express, erstes Containerschiff des Norddeutschen Lloyd

## Die Schiffe
| Die Frachtmotorschiffe der Elbe-Express-Klasse | Die Frachtmotorschiffe der Elbe-Express-Klasse | Die Frachtmotorschiffe der Elbe-Express-Klasse | Die Frachtmotorschiffe der Elbe-Express-Klasse | Die Frachtmotorschiffe der Elbe-Express-Klasse | Die Frachtmotorschiffe der Elbe-Express-Klasse                                                                       |
| Bauname                                        | Bauwerft/ Baunummer                            | IMO-Nummer                                     | Stapellauf/ Ablieferung                        | Auftraggeber                                   | Umbenennungen und Verbleib                                                                                           |
| ---------------------------------------------- | ---------------------------------------------- | ---------------------------------------------- | ---------------------------------------------- | ---------------------------------------------- | --- |
| Weser Express                                  | Bremer Vulkan/ 944                             | 6821676                                        | 28. Juni 1968/ 10. Oktober 1968                | Norddeutscher Lloyd                            | 1984 Charlotte Lykes, ab 15. August 1995 von der P. Patel Shipbreaking Company in Alang abgebrochen                  |
| Elbe Express                                   | Blohm + Voss/ 860                              | 6823143                                        | 12. Juli 1968/ 24. Oktober 1968                | Hamburg-Amerika-Linie                          | 1984 Margaret Lykes, ab 13. Juli 1995 von der Maycok Steel Corporation in Alang abgebrochen                          |
| Mosel Express                                  | Bremer Vulkan/ 945                             | 6903060                                        | 6. November 1968/ 9. Januar 1969               | Norddeutscher Lloyd                            | 1984 Adabelle Lykes, ab 19. Mai 1996 von Kausar Enterprise in Alang abgebrochen                                      |
| Alster Express                                 | Blohm + Voss/ 861                              | 6828612                                        | 30. September 1968/ 16. Januar 1969            | Hamburg-Amerika-Linie                          | 1984 Sheldon Lykes, ab 17. Mai 1996 von Nicksons Exports in Alang abgebrochen                                        |
| Rhein Express                                  | Blohm + Voss/ 879                              | 7116999                                        | 31. Juli 1971/ 6. Dezember 1971                | Ahrenkiel                                      | 1973 Oriental Exporter, 1976 Rhein Express, 1981 Green Island, 1989 Long Hai He, ab Januar 1999 in China abgebrochen |
| Main Express                                   | Blohm + Voss/ 880                              | 7126994                                        | 11. Dezember 1971/ 20. April 1972              | Ahrenkiel                                      | 1973 Oriental Importer, 1976 Main Express, 1981 Ngan Chau, 1989 Xin Hai He, 2004 in China abgebrochen                |